# Vince Carter
Vincent "Vince" Lamar Carter (Daytona Beach, Florida, 26. siječnja 1977.) američki je profesionalni košarkaš. Igra na poziciji bek šutera, a može igrati i nisko krilo. Trenutačno je član NBA momčadi Atlanta Hawksa. Izabran je u 1. krugu (5. ukupno) NBA drafta 1998. od strane Golden State Warriorsa. Carter je osmorostruki NBA All-Star, dva puta biran je u All-NBA momčad, a 1999. godine dobio je nagradu za novaka godine. Poznat je po zakucavanjima koje je izveo na Slam Dunk natjecanju 2000. kada je s lakoćom odnio pobjedu.

## Sveučilište
Pohađao je sveučilište Sjeverna Karolina. Na posljednjoj godini sveučilišta Carter je prosječno postizao 15.6 poena i 5.1 skokova. Nakon završetka zadnje godine, Carter se prijavio na NBA draft. 

## NBA karijera

### Toronto Raptors (1998. – 2004.)
Izabran je kao peti izbor NBA drafta od strane Golden State Warriorsa, ali je ubrzo mijenjan u Toronto Raptorse za Antawna Jamisona. U svojoj rookie sezoni, Carter je odigrao 50 utakmica i prosječno postizao 18.6 poena što je rezultiralo osvajanjem nagrade za novaka godine. Iduće sezone Carter je prosječno postizao 25.7 poena te je izabran u All-NBA treću petorku i ostvario je nastup na All-Star utakmici. 2000. godine Carter je nastupio u Slam Dunk natjecanju gdje je nevjerojatnim zakucavanjima osvojio naslov pobjednika. Sa svojim rođakom Tracyem McGradyem, Carter je odveo Raptorse u doigravanje gdje su u prvom krugu izgubili od New York Knicksa. Nakon McGradyevog odlaska u Orlando, Carter je postao glavni vođar Torontove franšize. U sezoni 2000./01. Carter je prosječno postizao 27.6 poena te je izabran u All-NBA drugu petorku i ponovno je ostvario nastup na All-Star utakmicu. Raptorsi su ostvarili omjer 47-35 te su u prvom krugu doigravanja svladali New York Knickse rezultatom 3:2. U drugom krugu doigravanja Raptorsi su poraženi od Philadelphia 76ersa u sedam utakmica. U ljeto 2001. godine, Carter je potpisao šestogodišnje produljenje ugovora u vrijednosti od 94 milijuna dolara. 
Iduće sezone Carter je bio ozlijeđen te je odigrao samo 60 utakmica prosječno postižući 24.7 poena. Izabran je na All-Star utamicu ali nije mogao nastupiti upravo zbog ozljede. Raptorsi su bez Cartera ostvarili omjer 42:40 te su poraženi u prvom krugu od Detroit Pistonsa rezultatom 3:2. Unatoč tome što je izabran na All-Star utakmicu, Carter je svoje mjesto prepustio Michaelu Jordanu kojem je to bio zadnji nastup na All-Star utakmici. Za vrijeme igranja u Raptorsima, Carter je razvio skakačko koljeno u lijevoj nozi koje mu je kasnije stvaralo problema. 22. studenog 2004., razočaran potezima uprave kluba, Carter je obajvio da neće više zakucavati. U posljednjoj sezoni s Raptorsima prosječno je postizao 15.9 poena te je na kraju sezone zamijenjen.

### New Jersey Nets (2004. – 2009.)
17. prosinca 2004. Carter je mijenjan u New Jersey Netse u zamjenu za Alonza Mourninga, Erica Williamsa, Arona Williamsa i dva buduća izbora prvog kruga na draftu. Nakon Carterovog šokantnog priznanja da za vrijeme igranja u Raptorsima nikada nije davao 100% od sebe jer je imao talenta, njihovi navijači nikada mu to nisu oprostili te su ga svaki puta izviždali kada se vratio u Toronto. U doigravnju 2005. godine, Netsi su poraženi od Miami Heata, a Carter je tijekom te serije prosječno postizao 26.8 poena, 8.5 skokova i 5.8 asistencija. 8. siječnja 2006. Carter se ponovno vratio u Air Cana Center gdje su ga navijači naravno izviždali. Nakon zaostatka Netsa od 102:104 nekoliko sekunda prije kraja, Carter je 0.1 sekundi prije kraja postigao ključnu tricu kojom je donio pobjedu Netsima, te se ova izvedba smatra jednom od najboljih jer je atmosferi u dvorani bila neprijateljska. U sezoni 2005./06. Carter je prosječno postizao 24.2 poena, 5.8 skokova i 3.4 asistencija po utakmici te je zajedno s Jasonom Kiddom odveo Netse do 49 pobjeda u regularnom dijelu. U drugom krugu doigravanja Netsi su poraženi u pet utakmica od kasnijih prvaka Miami Heata, a Carter je u 11 nastupa u doigravanju prosječno postizao 29.6 poena, 7 skokova i 5.3 asistencija po utakmici.
U sezoni 2006./07. Carter je prosječno postizao 25.2 poena, 6 skokova i 4.8 asistencija te je zajedno s Kiddom izabran na All-Star utakmicu. 7. travnja 2007. Carter i Kidd su u pobjedi nad Wizardsima 120:114, ostvarili triple-double učinke te su time postali prvi suigrači nakon 18 godina od Jordana i Pippena koji su to ostvarili u jednoj utakmici. Carter je utakmicu završio s 46 poena, 16 skokova i 10 asistencija, dok je Kidd postigao 10 poena, 16 skokova i 18 asistencija. Nakon što su Netsi poraženi u doigravanju od strane Cleveland Cavaliersa, glasine o Carterovoj zamjeni su postajale istinite. Međutim posao s Knickima je propao, a Carter je 1. srpnja 2007. potpisao novi četverogodišnji ugovor s Netsima vrijedan 61.8 milijuna dolara. U sezoni 2007./08. Carter je imao problema s ozljedama te po prvi puta nakon rookie sezone nije ostvario nastup na All-Star utakmici. Unatoč ozljedi Carter je uspio ostvariti prosjek od 21.3 poena, 6 skokova i 5.1 asistencija. U sezoni 2008./09. Carter je proglašen kapetanom momčadi jer je Kidd napustio redove Netsa.
Nakon još jednog povratka u Toronto, Carter je bio ključan igrač za Netse jer je svojim zakucavanjem nekoliko sekundi prije kraja donio važnu pobjedu Netsima.  

### Orlando Magic (2009. – 2010.)
26. lipnja 2009. Carter je mijenjan u Orlando Magice zajedno s Ryanom Andersonom u zamjenu za Courtneya Leeja, Rafera Alstona i Tonyja Battiea. U prvoj predsezonskoj utakmici, Orlando je igrao protiv Dallas Mavericksa, a Carter je u svom debiju potigao 21 poen, te je time odveo svoju momčad do pobjede 110:105. 8. ožujka 2010., u pobjedi nad New Orleans Hornetsima, Carter je postigao 48 poena, uključujući 34 u drugom poluvremenu, te je time pomogao momčadi nadoknaditi zaostatak od 17 poena i osigurati pobjedu 123:117. Carter je prebačen iz Orlando Magica u Phoenix Suns 18. prosinca 2010.

### Phoenix Suns (2010. – 2011.)
Vince Carter je 18. prosinca 2010. u velikoj prodaji i razmjeni više igrača prešao u Phoenix Sunse.

## Američka reprezentacija
S američkom reprezentacijom osvojio je zlatnu medalju na Olimpijskim igrama u Sydneyu 2000. godine, te je izveo jedno od najnevjerojatnijih zakucavanja u povijesti košarke. Carter se dobivši loptu sjurio prema košu te je pred njega stao 2,18m visoki francuski centar. Carter ga je, ne smatrajući preprekom, preskočio i zakucao, a Jason Kidd je poslije utakmice izjavio:„ To je bilo jedno od najboljih zakucavanja koje sam ikada vidio.“ Francuski mediji to zakucavanje prozvali su "le dunk de la mort" (hrv. "Zakucavanje smrti").

## NBA statistika

### Regularni dio
| Godina    | Klub       | Odig. uta. | Uta. poč. | Min. | 2P%  | 3P%  | Sl. bac.% | Skok. | Asist. | Ukr. lop. | Blok. | Poena |
| --------- | ---------- | ---------- | --------- | ---- | ---- | ---- | --------- | ----- | ------ | --------- | ----- | ----- |
| 1998./99. | Toronto    | 50         | 49        | 35.2 | .450 | .288 | .761      | 5.7   | 3.0    | 1.1       | 1.5   | 18.3  |
| 1999./00. | Toronto    | 82         | 82        | 38.1 | .465 | .403 | .791      | 5.8   | 3.9    | 1.3       | 1.1   | 25.7  |
| 2000./01. | Toronto    | 75         | 75        | 39.7 | .460 | .408 | .765      | 5.5   | 3.9    | 1.5       | 1.1   | 27.6  |
| 2001./02. | Toronto    | 60         | 60        | 39.8 | .428 | .387 | .798      | 5.2   | 4.0    | 1.6       | .7    | 24.7  |
| 2002./03. | Toronto    | 43         | 42        | 34.2 | .467 | .344 | .806      | 4.4   | 3.3    | 1.1       | .9    | 20.6  |
| 2003./04. | Toronto    | 73         | 73        | 38.2 | .417 | .383 | .806      | 4.8   | 4.8    | 1.2       | .9    | 22.5  |
| 2004./05. | Toronto    | 20         | 20        | 30.4 | .411 | .322 | .694      | 3.3   | 3.1    | 1.2       | .8    | 15.9  |
| 2004./05. | New Jersey | 57         | 56        | 38.9 | .462 | .425 | .817      | 5.9   | 4.7    | 1.5       | .6    | 27.5  |
| 2005./06. | New Jersey | 79         | 79        | 36.8 | .430 | .341 | .799      | 5.8   | 4.3    | 1.2       | .7    | 24.2  |
| 2006./07. | New Jersey | 82         | 82        | 38.1 | .454 | .357 | .802      | 6.0   | 4.8    | 1.0       | .4    | 25.2  |
| 2007./08. | New Jersey | 76         | 72        | 38.9 | .456 | .359 | .816      | 6.0   | 5.1    | 1.2       | .4    | 21.3  |
| 2008./09. | New Jersey | 80         | 80        | 36.8 | .437 | .385 | .817      | 5.1   | 4.7    | 1.0       | .5    | 20.8  |
| 2009./10. | Orlando    | 75         | 74        | 30.8 | .428 | .367 | .840      | 3.9   | 3.1    | .7        | .2    | 16.6  |
| Ukupno    |            | 852        | 844       | 37.1 | .445 | .375 | .799      | 5.3   | 4.2    | 1.2       | .7    | 22.9  |
| All-Star  |            | 7          | 5         | 20.7 | .477 | .375 | .600      | 2.6   | 1.9    | .9        | .1    | 10.1  |

### Doigravanje
| Godina    | Klub       | Odig. uta. | Uta. poč. | Min. | 2P%  | 3P%  | Sl. bac.% | Skok. | Asist. | Ukr. lop. | Blok. | Poena |
| --------- | ---------- | ---------- | --------- | ---- | ---- | ---- | --------- | ----- | ------ | --------- | ----- | ----- |
| 1999./00. | Toronto    | 3          | 3         | 39.7 | .300 | .100 | .871      | 6.0   | 6.3    | 1.0       | 1.3   | 19.3  |
| 2000./01. | Toronto    | 12         | 12        | 44.9 | .436 | .410 | .784      | 6.5   | 4.7    | 1.7       | 1.7   | 27.3  |
| 2004./05. | New Jersey | 4          | 4         | 44.8 | .365 | .316 | .861      | 8.5   | 5.8    | 2.2       | .0    | 26.8  |
| 2005./06. | New Jersey | 11         | 11        | 40.9 | .463 | .241 | .796      | 7.0   | 5.3    | 1.8       | .6    | 29.6  |
| 2006./07. | New Jersey | 12         | 12        | 40.6 | .396 | .389 | .693      | 6.8   | 5.3    | .9        | .6    | 22.3  |
| Ukupno    |            | 42         | 42        | 42.2 | .418 | .332 | .780      | 6.9   | 5.2    | 1.5       | .9    | 25.9  |

## Vanjske poveznice
- Službena stranica
- Profil na NBA.com
- Profil  Arhivirana inačica izvorne stranice od 29. ožujka 2013. (Wayback Machine) na Basketball-Reference.com